# Hot Space
| 평가 점수                     | 평가 점수 |
| 출처                          | 점수      |
| ----------------------------- | --------- |
| AllMusic                      | [ 3 ]     |
| Chicago Tribune               | [ 6 ]     |
| Encyclopedia of Popular Music | [ 7 ]     |
| The Guardian                  | [ 8 ]     |
| Rolling Stone                 | [ 2 ]     |
| The Rolling Stone Album Guide | [ 9 ]     |
| Smash Hits                    | 5/10      |

《Hot Space》는 영국의 록 밴드 퀸의 열 번째 스튜디오 음반이다. 이 음반은 1982년 5월 4일, 영국의 EMI 레코드와 미국의 엘렉트라 레코드에 의해 발매되었다. 그들은 이전 작품에서 주목할 만한 방향으로 방향을 전환하면서 음반에 디스코, 펑크, 리듬 앤 블루스, 댄스와 팝 음악의 많은 요소들을 실었다. 이것은 이 밴드와 어울리는 전통적인 록 스타일을 선호하는 팬들에게 이 음반을 덜 인기 있게 만들었다. 댄스곡을 녹음하기로 한 퀸의 결정은 1980년 히트작 〈Another One Bites the Dust〉의 미국에서의 엄청난 성공과 함께 발돋움했다(그리고 영국에도 성공했다).
〈Under Pressure〉는 데이비드 보위와 함께 1981년에 발매되었고 영국에서 이 밴드의 두 번째 히트곡이 되었다. 《Hot Space》에 포함되었지만, 이 곡은 별도의 프로젝트였고 퀸의 새로운 디스코 영향 록 사운드에 대한 논란 이전에 음반보다 먼저 녹음되었다. 이 음반의 두 번째 싱글 음반인 〈Body Language〉는 미국 차트에서 11위로 정점에 올랐다. 현재 이 음반의 예상 판매량은 350만 장이 된다. 2004년 7월, 《Q》 잡지는 《Hot Space》를 위대한 록이 줄거리를 잃었던 상위 15개 음반 중 하나로 선정했다.

## 배경
1979년 이전에 퀸은 그들의 음반에 합성기를 사용한 적이 없었다. 《The Game》을 시작으로 퀸은 〈Play the Game〉과 〈Save Me〉를 포함한 그들의 노래에 오버하임 OB-X 합성기를 사용하기 시작했다. 《Hot Space》에서, 밴드는 드럼 머신을 처음으로 소개하면서, 한 걸음 더 나아갔다. 그들의 트레이드마크인 70년대 사운드에서 벗어나, 대부분의 《Hot Space》는 리듬 앤 블루스, 펑크, 댄스, 디스코가 혼합된 반면, 록 곡들은 그들의 이전 음반과 유사한 팝 록 방향으로 계속되었다(예외로 〈Put Out the Fire〉라는 곡이 있다).
1984년 인터뷰에서 로저 테일러는 밴드를 더욱 더 디스코 사운드로 바꾼 것은 "진짜 존 디콘"이라고 단언했다. 그는 "존은 항상 R&B 지향적이었고 〈Another One Bites the Dust〉를 작곡한 우리의 베이시스트였으며, 이는 올해 가장 큰 판매 기록으로 드러났습니다. 그리고 저는 그것이 우리를 그 길로 이끌었던 노래라고 생각합니다. 우리가 너무 많이 하고 너무 많이 한 것 같아요. 이제 밴드의 모든 사람들이 그렇게 생각합니다."

## 투어
1982년 Hot Space Tour는 2005년 Queen + Paul Rodgers Tour가 있기 전까지 퀸의 마지막 북미 투어였다. 이 밴드는 1984년 The Works Tour와 1986년 The Magic Tour를 위해 북미 투어를 하지 않았으며, 그 후 머큐리의 에이즈로 인해 투어를 중단했다.

## 곡 목록
언급하지 않는 한 모든 리드 보컬은 프레디 머큐리이다.
| #  | 제목                | 작사·작곡     | 리드 보컬            | 재생 시간 |
| -- | ------------------- | ------------- | -------------------- | --------- |
| 1. | 〈Staying Power〉   | 프레디 머큐리 |                      | 4:10      |
| 2. | 〈Dancer〉          | 브라이언 메이 |                      | 3:46      |
| 3. | 〈Back Chat〉       | 존 디콘       |                      | 4:31      |
| 4. | 〈Body Language〉   | 머큐리        |                      | 4:29      |
| 5. | 〈Action This Day〉 | 로저 테일러   | 머큐리와 로저 테일러 | 3:33      |

| #   | 제목                                         | 작사·작곡                                 | 리드 보컬              | 재생 시간 |
| --- | -------------------------------------------- | ----------------------------------------- | ---------------------- | --------- |
| 6.  | 〈Put Out the Fire〉                         | 메이                                      |                        | 3:15      |
| 7.  | 〈Life Is Real (Song for Lennon)〉           | 머큐리                                    |                        | 3:39      |
| 8.  | 〈Calling All Girls〉                        | 테일러                                    |                        | 3:53      |
| 9.  | 〈Las Palabras de Amor (The Words of Love)〉 | 메이                                      | 머큐리와 브라이언 메이 | 4:26      |
| 10. | 〈Cool Cat〉                                 | 머큐리, 디콘                              |                        | 3:26      |
| 11. | 〈Under Pressure〉                           | 머큐리, 메이, 테일러, 디콘, 데이비드 보위 | 머큐리와 데이비드 보위 | 4:02      |

## 인증
| 국가                                                  | 인증     | 판매량/출하량 |
| ----------------------------------------------------- | -------- | ------------- |
| 오스트리아 (IFPI 오스트리아)                          | 골드     | 25,000*       |
| 캐나다 (뮤직 캐나다)                                  | 골드     | 50,000^       |
| 일본 (RIAJ)                                           | 골드     | 100,000^      |
| 폴란드 (ZPAV)                                         | 플래티넘 | 20,000*       |
| 남아프리카 공화국 (RISA)                              | 골드     | 25,000*       |
| 영국 (BPI)                                            | 골드     | 100,000^      |
| 미국 (RIAA)                                           | 골드     | 500,000^      |
| *판매량을 기반으로 한 인증 ^출하량을 기반으로 한 인증 |          |               |